# 斯塔福德 (英國國會選區)
斯塔福德（英語：Stafford），英國國會一郡選區，位於英格蘭斯塔福德郡中西部，包括斯塔福德區東南部和斯塔福德郡南區北部四個地方選區。
始創於1295年，1885年前應選兩席，1950年撤銷。本區自1983年恢復以來一直支持保守黨，1997年工黨才首次當選。2010年大選當區議員、工黨的大衛·基德尼被保守黨的傑里米·勒弗羅伊以43.9%選票擊敗。